# Цинцар Јанкова улица
| ЦИНЦАР-ЈАНКОВА · улица | ЦИНЦАР-ЈАНКОВА · улица       |
| ---------------------- | ---------------------------- |
|                        |                              |
| Општина                | Општина Стари град (Београд) |
| Почетак                | Ул. Тадеуша Кошћушка         |
| Крај                   | Ул. цара Уроша               |
| Дужина                 | 75 m                         |
| Ширина                 | 5 m                          |
| Названа                | после 1833.                  |
|                        |                              |
|                        |                              |
| Цинцар Јанкова улица   |                              |

Цинцар Јанкова улица у Београду добила је име по војводи Цинцар-Јанку Поповићу. Улица се налази на Дорћолу у општини Стари Град у близини Калемегдана, између улица Тадеуша Кошћушка и Цара Уроша. Цинцар-Јанко је учествовао на Светог Андреју Првозваног 29/30. новембра (11/ 12. децембра) 1806. у битки за ослобођење Београда . Цинцар-Јанко је 20. марта/ 1. априла 1808. купио у Београду кућу и плац у III кварту (бр. 226), која се налазила у близини улице, према старој регулацији градских улица. У Цинцар-Јанковој улици бр. 1 налазила се редакција Српског књижевног гласника од оснивања часописа 1901, чији је уредник био Богдан Поповић.